# 石家荘地下鉄2号線
石家荘地下鉄2号線（せっかそうちかてつ2ごうせん、中文表記: 石家庄地铁2号线、英文表記: Shijiazhuang Subway Line 2）は、中華人民共和国河北省石家荘市長安区の柳辛荘駅から裕華区の嘉華路駅までを結ぶ石家荘地下鉄の地下鉄路線である。